# Выбор брачного партнёра

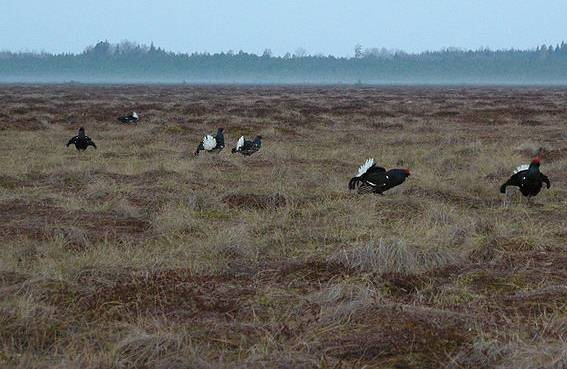
Процесс выбора партнера хорошо заметен в ток-спаривании. Самцы тетерева собираются на торфянике, а самки наблюдают за самцами, прежде чем выбрать одного из них.

Выбор брачного партнера является одним из основных механизмов, при которых может происходить эволюция. Он характеризуется «избирательным ответом животных на определённые раздражители», который проявляется как поведение. Другими словами, перед тем, как животные вступают в контакт с потенциальными партнерами, они сначала оценивают различные качества этого партнера, такие как ресурсы или фенотипы, и оценивают, являются ли эти конкретные качества выгодными. Результат такой оценки ведет к различным реакциям.
Эти механизмы являются частью эволюционных изменений, потому что они действуют так, что желаемые в партнере качества с течением времени гораздо чаще передаются в следующее поколение. Например, если самки павлинов предпочитают партнеров с красочным оперением, то эта черта со временем будет увеличиваться по частоте, поскольку самцы павлины с красочным оперением будут иметь больший репродуктивный успех. Дальнейшее исследование этой концепции показало, что на самом деле синий с зелёным цвета возле глазного пятна, по-видимому, увеличивают вероятность спаривания самок павлина с определённым самцом.
Выбор полового партнера — это один из двух компонентов полового отбора, другим компонентом является внутриполовой отбор. Идеи о половом отборе были впервые введены в 1871 году Чарльзом Дарвином, а затем расширены Рональдом Фишером в 1915 году. В настоящее время существует пять вспомогательных механизмов, которые объясняют, как развивался с течением времени выбор полового партнера. Это прямая фенотипическая польза, чувственная предвзятость, гипотеза фишеровского убегания, индикаторные признаки и генетическая совместимость.
В большинстве систем, где существует выбор полового партнера, один пол, как правило, конкурирует членами своего же пола, а другой является выбирающим (это означает, что они избирательны, когда дело доходит до выбора партнера для спаривания). Существуют прямые и косвенные преимущества того, чтобы быть избирательной особью. У большинства видов самки являются выбирающим полом, который выделяет конкурентных самцов, но есть несколько примеров реверсивности ролей (см. ниже). Для поддержания репродуктивного успеха особи предпочтительно выбирать совместимого партнера одного и того же вида. К другим факторам, которые могут повлиять на выбор партнера, относятся патогенный стресс и Большой комплекс гистосовместимости.

## Происхождение и история

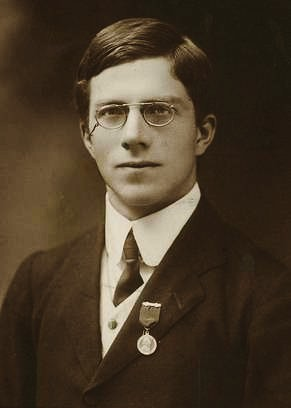
Рональд Фишер в 1913 году

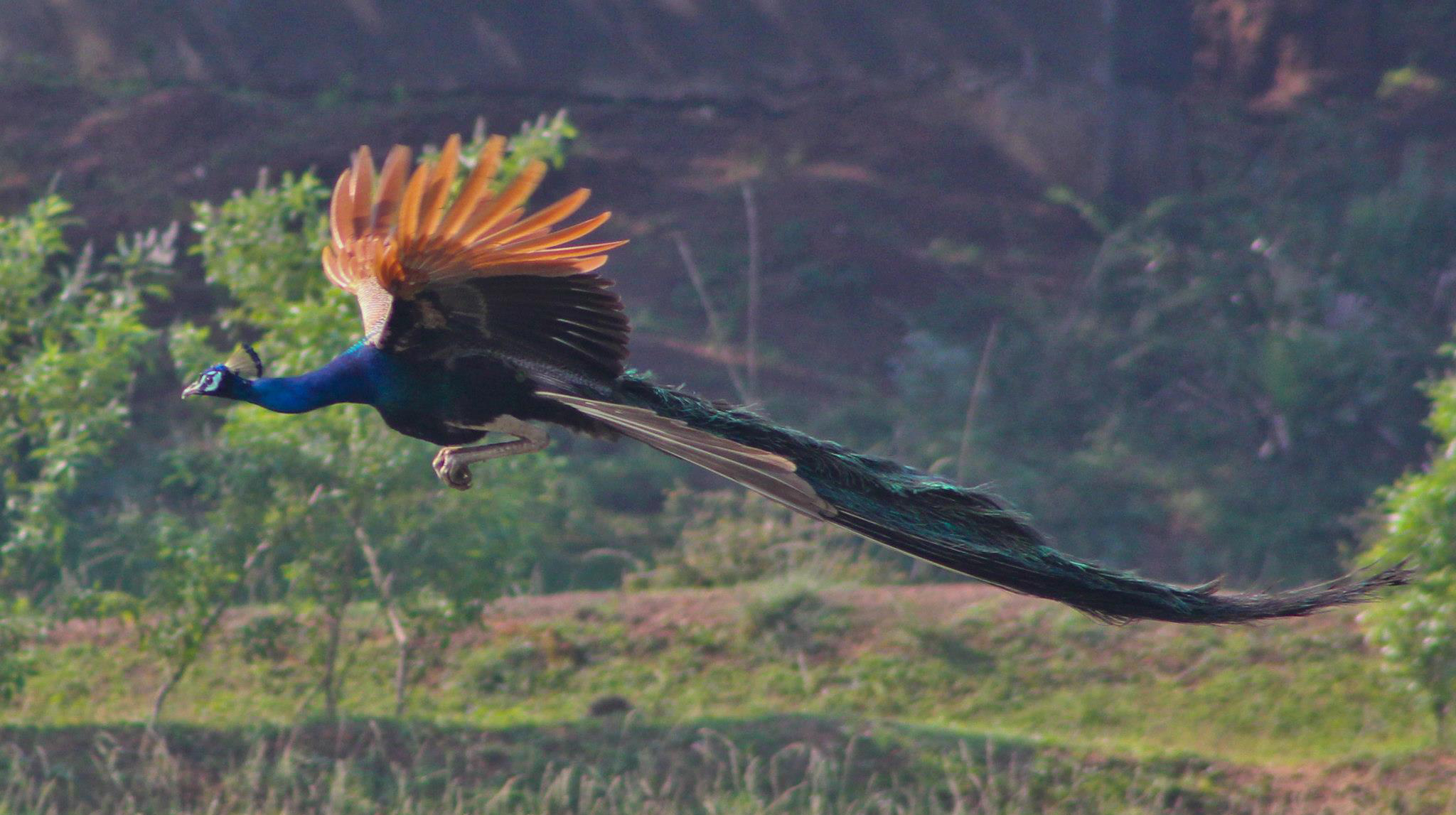
Павлиний хвост в полете, классический пример фишерского убегания

## Выбор партнера у человека
У людей мужчины и женщины используют разные стратегии поиска партнеров и фокусировании на определённых качествах. Существуют две основные категории стратегий, которые используют оба пола: краткосрочные и долгосрочные. Выбор человека зависит от множества факторов, таких как экология, демография, доступ к ресурсам, ранг/социальное положение, гены и паразитное давление.
Несмотря на то, что среди людей наблюдается небольшое число распространенных брачных систем, количество вариаций брачных стратегий относительно велико. Это связано с тем, как люди развивались в разных географически и экологически обширных нишах. Такое разнообразие, а также культурные практики и человеческое сознание привели к большому разнообразию брачных систем.

### Выбор партнера у женщин
Хотя у людей и мужчины, и женщины избирательны в отношении того, с кем они решают иметь отношения, как и в природе, женщины демонстрируют большую избирательность, чем мужчины. Однако по сравнению с большинством других животных стратегии выбора партнера у мужчин и женщин оказываются больше похожими друг на друга, чем нет. Согласно принципу «репродуктивного успеха продолжительности жизни» (LRS) Бейтмана, женщины демонстрируют наименьшую дисперсию двух полов в своем LRS из-за высокого обязательного родительского вклада, то есть девятимесячного периода беременности, а также грудного вскармливания после рождения, чтобы мозг ребёнка мог вырасти до нужного размера.
Изучить выбор партнера у женщин можно на основе полового диморфизма, особенно в тех качествах, которые служат немного другой эволюционной цели. Например, такие мужские качества, как наличие бороды, общая пониженная высота голоса и в среднем более высокий рост, считаются отобранными половыми качествами, поскольку оказались полезными либо женщинам, которые их выбирают, либо их детям. В экспериментах женщины сообщали о предпочтении мужчин с бородами и более низким голосом.
Выбор партнера женщинами зависит от множества совпадающих мужских качеств, и необходимо между ними оценить компромисс. Однако конечными качествами, наиболее характерными для выбора женским полом, являются родительский вклад, предоставление ресурсов и обеспечение хороших генов для потомства. Считается, что многие фенотипические качества выбираются по принципу того, что они являются индикатором одного из вышеуказанных трех основных качеств. Относительная важность этих качеств, при рассмотрении выбора брачных партнеров, различается в зависимости от типа брачного соглашения, в котором участвуют женщины. Женщины обычно используют долгосрочные брачные стратегии при выборе супруга, однако они также используют и краткосрочные стратегии, поэтому их предпочтения в выборе брачного партнера меняются в зависимости от функции типа договоренности.
Тип брачной стратегии, которую предпочитают женщины, также зависит от типа среды или культуры, в которой они находятся. Например, в патриархальном обществе, где богатство и социальный статус наследуются по мужской линии, моногамия часто практикуется для обеспечения определённости отцовской линии. С другой стороны, матриархальные общества часто следовали системам множественного спаривания и совместного оплодотворения женщин. Другие влияющие на брачные стратегии окружающие факторы включают доступ к ресурсам и риск/необходимость в защите.

#### Краткосрочные стратегии в выборе партнера
Женщины не всегда ищут и вступают в длительные отношения. Об этом свидетельствуют такие факторы, как развитая мужская склонность к поиску нескольких сексуальных партнеров — качество, которое не могло бы развиться, если бы женщины не были исторически вовлечены в краткосрочные договоренности — и склонность некоторых женщин к делам вне долгосрочных пар.
Бусс, Дэвид излагает несколько гипотез относительно функции краткосрочного выбора женщин:
- Ресурсная гипотеза: женщины могут участвовать в краткосрочных отношениях, чтобы получить ресурсы, которые они, возможно, не смогут получить от долгосрочного партнера или которые долгосрочный партнер не сможет обеспечить последовательно. Этими ресурсами могут быть продукты питания, защита женщины и её детей от агрессивных мужчин, которые могут захватить или сексуально принуждать их, или статус, когда мужчина предоставляет женщине более высокий социальный статус. Женщины могут также извлечь выгоду из нескольких краткосрочных отношений из-за путаницы отцовства — если отцовство её детей не определено, она может получить ресурсы от нескольких мужчин в результате такой неопределенности.[11]
- Гипотеза о генетической выгоде: женщины могут выбрать краткосрочные отношения, чтобы помочь зачатию, если её долгосрочный партнер бесплоден, чтобы получить гены, превосходящие гены её долгосрочного партнера, или приобрести гены, отличные от генов её партнер и увеличить генетическое разнообразие её потомства. Это относится к тому, что известно как гипотеза сексуального сына[англ.]; если женщина получает гены от высококачественного мужчины, её потомство, вероятно, будет иметь более высокую брачную ценность, что приведет к увеличению их репродуктивного успеха.[11]
- Изгнание супругов и замена супругов: женщины могут вступать в краткосрочные отношения, чтобы заставить своего долгосрочного партнера разорвать отношения; другими словами, чтобы облегчить распад. Женщины могут также использовать краткосрочные отношения, если их нынешний партнер обесценился, и они хотят «обменяться» и найти партнера, который, по их мнению, имеет более высокую ценность.
- Краткосрочные для долгосрочных целей: женщины могут использовать краткосрочные сексуальные отношения для оценки ценности партнера как долгосрочного партнера или в надежде, что краткосрочная договоренность приведет к долгосрочному партнерству,

#### Долгосрочные стратегии в выборе партнера
Несмотря на наличие фактических данных и исследований, подтверждающих наличие кратковременных отношений у женщин, тем не менее было показано, что женщины предпочитают долгосрочных, а не краткосрочных брачных партнеров. Это предпочтение связано со склонностью женщин инвестировать и требует больше энергии для родительского ухода. В долгосрочных брачных отношениях женщины обычно ищут мужчин, которые обеспечат высокий уровень родительских инвестиций и которые могут предоставить ресурсы женщине или её потомству. Предоставление экономических ресурсов или возможность приобретения экономических ресурсов является наиболее очевидным сигналом к способности мужчины предоставлять ресурсы. Однако существует много других качеств, которые могут служить признаками способности мужчины предоставлять ресурсы, которые были отобраны половым отбором в эволюционной истории женщин. К ним относится более старший возраст — у старших мужчин было больше времени для накопления ресурсов, трудолюбие, надежность и стабильность — если долгосрочный партнер женщины не будет эмоционально стабильным или не заслуживает доверия, тогда предоставление ресурсов ей и её потомству, вероятно, будет под вопросом. Кроме того, связанные с эмоционально нестабильным партнером такие затраты, как ревность и манипулирование, могут перевешивать выгоды, связанные с ресурсами, которые он может предоставить.
Выбор брачного партнера женщиной это не просто выбор партнера, который демонстрирует все желаемые ею качества. Зачастую потенциальные партнеры имеют несколько желаемых качеств и несколько нежелаемых, поэтому женщины должны оценить относительные издержки и выгоды от качеств и «компромиссов» своих потенциальных партнеров. Выбор партнера женщиной также будет ограничен контекстом, в котором она его делает, что приводит к условному выбору партнеров. Некоторые из условий, которые могут повлиять на выбор партнера женщиной, включают в себя самооценивающую привлекательность самой женщины, её личные ресурсы, копирование партнера и патогенный стресс.

### Выбор партнера у мужчин
Как правило, самцы в пределах вида не являются привередливым полом. Для это есть много причин. У людей после полового размножения женщине придется перенести девятимесячную беременность и роды. Это означает, что женщины, естественно, обеспечивают больший родительский вклад в потомство, чем мужчины. Мужчина имеют больше гамет, чем женщина, которые пополняются со скоростью примерно 12 миллионов в час. Женщины же рождаются с фиксированным количеством яйцеклеток, которые не пополняются в течение всей жизни. Это дает мужчинам больше возможностей для спаривания и размножения, чем женщинам, поэтому женщины, как правило, более разборчивы.
Несмотря на то, что мужчина не является обычно привередливым полом, мужчины могут испытывать влияние определённых черт характера при принятии решения о потенциальном партнере:

#### Краткосрочные стратегии в выборе партнера
При нахождении краткосрочной партнера мужчина высоко ценит женщин с сексуальным опытом и физической привлекательностью. Мужчины, ищущие краткосрочные сексуальные отношения, скорее всего, избегают женщин, которые заинтересованы в обязательствах или требуют вложений.
Примеры краткосрочных брачных стратегий у мужчин:
- Несколько сексуальных партнеров: при поиске краткосрочных сексуальных отношений мужчины могут желать сократить промежуток времени между разными партнерами.[15]
- Физическая привлекательность. Мужчины, которые заинтересованы в кратковременных сексуальных отношениях, с большей вероятностью держат в приоритете информации о теле потенциальных партнеров, а не их лицах.[15] При поиске женщины для краткосрочных отношений, по сравнению с долгосрочными отношениями, мужчины с меньшей вероятностью будут отдавать приоритет таким факторам, как обязательства.
- Ослабление стандартов. Сообщалось, что мужчины чаще вступают в краткосрочные сексуальные отношения с женщинами, которые имеют более низкий уровень интеллекта, независимости, честности, щедрости, спортивности, ответственности и сотрудничества.[15] Мужчины могут быть более согласными на более низкие стандарты, потому что они не вступают в долгосрочные отношения с этим человеком.
- Сексуальный опыт. Многие мужчины предполагают, что женщины, которые ранее занимались сексом, вероятно, будут иметь более высокое либидо, чем женщины, которые этого не сделали.[15] Эти женщины также могут быть более доступными и требуют меньше ухаживания.

#### Долгосрочные стратегии в выборе партнера
Хотя с точки зрения эволюции женщины обычно являются привередливым полом, мужчины также могут искать определённые качества у потенциального партнера, который мог бы стать матерью его потомства. Люди имеют возможность полагаться на биологические сигналы репродуктивного успеха и небиологические сигналы, такие как готовность женщины вступать в брак. В отличие от многих животных, люди не способны сознательно отображать физические изменения в своем теле, когда они готовы к отношениям, поэтому им приходится полагаться на другие формы общения, прежде чем вступать в согласованные отношения.
Мужчины могут искать:
- Обязательство и брак: мужчина может заинтересоваться отношениями с женщиной, которая ищет брак.[16] Это связано с тем, что он имеет исключительный сексуальный доступ к женщине, поэтому любое потомство, родившееся в этих отношениях, будет генетически с ним связано связано (если только женщина не вступает в половой контакт с другим мужчиной вне брака). Это увеличивает вероятность в факте отцовства. В браке оба родителя вкладываются в потомство, то есть может увеличиться шанс на выживание; поэтому ДНК мужчины будет передана детям его детей. Кроме того, мужчина, который заинтересован в обязательствах перед женщиной, может быть более привлекательным для потенциальных партнеров. Мужчина, который может пообещать ресурсы и будущий родительский вклад, скорее всего, будет более привлекательным для женщин, чем мужчина, который не желает иметь с ней обязательства.
- Симметрия лица[англ.]: Симметричные лица признаны сигнализирующими общее хорошее состояние здоровья и способность женщины противостоять неблагоприятные окружающим факторам, таким как болезни.[16]
- Женственность : женственное лицо может быть сигналом молодости, что, в свою очередь, свидетельствует о высокой репродуктивной ценности.[16] По мере старения лицо становятся менее женственным. Женственность также может быть связана с устойчивостью к болезням и высоким уровнем эстрогена, что как предполагается является факторами, которые влияют на репродуктивную ценность для потенциального партнера.
- Физическая красота: наблюдаемые характеристики женщины могут указывать на хорошее здоровье и способность к размножению, качества, которые, вероятно, являются желательными для мужчины. Сюда можно отнести гладкую кожу, отсутствие повреждений, мышечный тонус, длинные волосы и высокий уровень энергии[16].
- Ресурсы: мужчины, которые ищут долгосрочного партнера, могут стремиться достичь высокого статуса или ресурсов, таких как собственный дом или продвижение по службе[16]. Это может увеличить их шанс на привлечение желаемого партнера.
- Соотношение талии и бедер: соотношение талии и бедер равное 0,7 является показателем фертильности, снижения долгосрочных рисков здоровья и предполагает, что женщина ещё не беременна[16]. Мужчина, вероятно, предпочитает это качество у партнера, так как это увеличит вероятность выживания потомства пары.
- Грудь: мужчины обычно предпочитают женщин с большей грудью, потому что это признак возраста 20-24 лет. Женщина в этом возрасте считается более плодовитой, сексуально зрелой и репродуктивно здоровой. Большая грудь также является показателем наличия более высокого процента жира в организме, который обеспечивает больше энергии для снабжения плода питательными веществами во время беременности, а также увеличивает продуктивность лактации. Хотя размер груди имеет большое значение для мужского влечения, так как он очень заметен, также оказывается значимым пигмент ареолы. По мере старения женщин и увеличения числа беременностей, их ареолы становятся более тёмными. Поэтому более тёмные ареолы считаются более привлекательными, поскольку они указывают на то, что женщина способна успешно рожать здоровых детей. Однако, это выглядит привлекательным только для женщин с большей грудью. Если у женщины грудь небольшого или среднего размера, мужчины предпочитают более светлую ареолу, потому что ареола осветляется по мере того, как женщина проходит половое созревание. Таким образом, она по-прежнему считается плодовитой, её просто нельзя считать настолько сексуально зрелой и репродуктивно здоровой, как женщина с большей грудью и более темными ареолами.[17]
- Молодость. Молодых и пожилых мужчин привлекают женщины в возрасте от 20 до 30 лет.[18][19] Лица, которые выглядят моложе, обычно оцениваются мужчинами как более привлекательные.[16] Этот фактор может включать лица с чистой кожей и отсутствием морщин, а также более светлые глаза и покрасневшие щеки и губы.[20] Женщина, которая выглядит моложе, вероятно, будет привлекательной для мужчин, так как предполагается, что у неё более высокая репродуктивная ценность, чем у более старших женщин. Когда женщине исполняется двадцать лет, её репродуктивная ценность начинает неуклонно снижаться примерно до пятидесяти лет.